# Henri Ewane-Elong
Elong Henri Ewane (Douala, Camerún, 19 de enero de 1986), futbolista camerunés. Juega de volante y su actual equipo es el Lille OSC.

## Clubes
| Club                             | País    | Año       |
| -------------------------------- | ------- | --------- |
| Sporting Club de Douai           | Francia | S/D       |
| Lille OSC                        | Francia | 2003-2005 |
| Olympique Saint-Quentin (cedido) | Francia | 2005-2006 |
| Lille OSC                        | Francia | 2006-2008 |
| Real Murcia CF Imperial          | España  | 2008-2009 |
| Lille OSC                        | Francia | 2010-2011 |

- Datos: Q5894413